# Shafiq al-Hout
Shafiq al-Hout of ook wel Shafik al-Hut (Arabisch: شفيق الحوت) (Jaffa, 13 januari 1932 - Beiroet, 2 augustus 2009) was de medestichter van de PLO.

## Leven en werk
Hij liep school aan de al-Amiriyya school en zat er in dezelfde klas als Ibrahim Abu-Lughod en Farouk Qaddoumi. Bij het begin van de Arabisch-Israëlische Oorlog van 1948 werd hij met zijn familie naar Libanon verdreven. Hij studeerde daar psychologie aan de Amerikaanse universiteit van Beiroet en werd leraar aan de al-Maqassed-school in Beiroet, alvorens in 1956 naar Koeweit te emigreren. Hij keerde twee jaar later terug naar Beiroet om er hoofdredacteur te worden van het Libanese magazine al-Hawadeth. Hij kreeg er de reputatie een volgeling van Nasser te zijn en was de auteur van verschillende boeken in het Arabisch over de Palestijnse kwestie.
In 1961 werd Al-Hout een van de oprichters van het "Palestijns Bevrijdingsfront" (PLF) en zou dit gans zijn leven trouw blijven. Voordien had hij meegewerkt aan de oprichting van een nieuwsblad van de PLF Abtal al-Awda ("Helden van de terugkeer") in 1960. Hij nam deel aan de stichtingsvergadering van de PLO in Jeruzalem in mei 1964. Hij was het hoofd van het organisatiecomité in Libanon voor de eerste vergadering van het uitvoerend comité van de PLO. Hij nam ook deel aan de eerste vergadering van de "Nationale Raad van Palestina" (PNC) en was lid van het uitvoerend comité van 1966 tot 1968. Een aanslag tegen hem door een Palestijnse splintergroep in 1976 mislukte. Sinds 1974 vertegenwoordigde hij de PLO op de Algemene Vergadering van de Verenigde Naties.
Samen met Mahmoud Darwish nam al-Hout ontslag uit het uitvoerend comité van de PLO, na de ondertekening van de Oslo-akkoorden door Yasser Arafat in 1993. Tot zijn dood bleef hij wel lid van de bureaus van de PLF en PLO in Libanon. In 1996 werd hij lid van de Nationale Islamitische Conferentie en in 2002 was hij medestichter van "Mu'tamar al-Awda" ("de Terugkeerconferentie"). Al-Hout overleed in augustus 2009 aan kanker.

## Werken
- (ar) The Left and Arab Nationalism (1959) Caïro
- (ar) The Palestinian between Diaspora and State (1977) Beiroet
- (ar) Moments of History (1986) Jeddah
- (ar) Twenty Years with the PLO: Memoirs (1986) Beiroet
- (ar) Gaza-Jericho Agreement First: The Inadmissible Agreement (1994) Beiroet